# Lucia Trandafir
Lucia Trandafir (n. 15 august 1914, București, Regatul României - d. 3 iulie 1980, Lakewood, Ohio, Statele Unite ale Americii) a fost medic și comandantă a „Cetățuilor de fete”, secția feminină a Mișcarii Legionare (1936-1938).

## Biografie
Lucia Trandafir s-a născut în data de 15 august 1914, la București, ca fiică a lui Vasile Trandafir, profesor în învățământul secundar. A avut doi frați, Vasile și Ion, legionar și membru al Decemvirilor, un grup de zece legionari care l-au asasinat și ciopârțít pe ziaristul legionar anti-Codrenist, Mihai Stelescu. 
A început studiile medicale la București în anul 1932, în perioada studenției aderând la Mișcarea Legionară și participând activ la organizarea „Cetățuilor de fete”, ramura feminină a mișcării. A fost logodită cu Victor Dragomirescu, un alt membru al Mișcării Legionare.
În 1936, o succede pe Nicoleta Nicolescu la comanda „Cetățuilor de fete”.
A publicat articole în presa legionară cu privire la rolul pe care femeile urmau să-l ocupe în societatea legionară După desființarea în 1938 a partidului Totul pentru Țară, Lucia Trandafir a trăit ascunsă, la fel ca și alți conducători ai Mișcării Legionare până la începutul anului 1939 când a fost arestată și internată în lagărul de la Sadaclia din sudul Basarabiei. În 1940 a fost eliberată din lagăr și a participat la evenimentele din 3-6 septembrie 1940 care au dus la abdicarea regelui Carol al II-lea și la preluarea puterii de către Statul Național-Legionar, condus de generalul Ion Antonescu și de comandantul Mișcării Legionare, Horia Sima. În 1941, după ce Rebeliunea legionară a eșuat, Lucia Trandafir a fugit în Germania, după care s-a refugiat în Italia, apoi în Franța iar de acolo a emigrat în Canada.
După război s-a stabilit în Statele Unite ale Americii unde a profesat ca medic.